# Bellegardové
Bellegardové je hraběcí rod, původem z Nizozemska který se později usadil v Savojsku.

## Historie

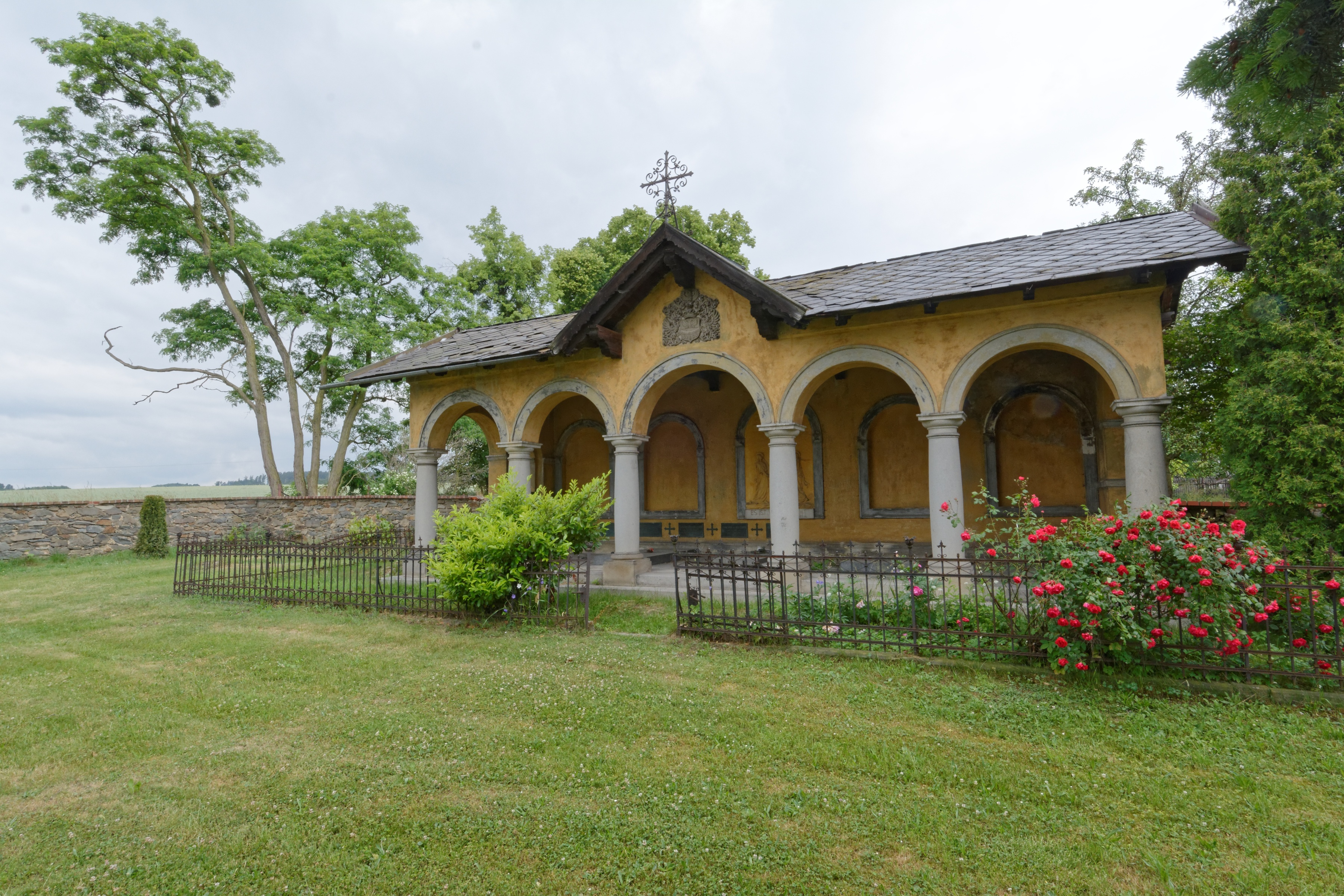
Hrobka rodiny Bellegarde na hřbitově ve Velkých Heralticích

Prvním doloženým členem rodu byl Noyel de Bellegarde. Dne 13. září 1540 obdržel François de Bellegarde (Franz von Bellegarde), guvernér v Nizze (dnes Nice), od císaře Karla V.  hraběcí titul a rodový erb s říšským orlem. Od vévody Victora Amadea Savojského později rod obdržel titul Marquis des Marches et comte d’Antremont. V roce 1741 byl Johann Franz von Bellegarde (generál a ministr války) jmenován říšským hrabětem a později téhož roku mu byl udělen inkolát pro české země. Jeho potomci se rozdělili na dvě rodové větve – štýrskou a rakousko-slezskou, přičemž rakousko-slezská větev si za sídlo zvolila Velké Heraltice. V roce 1859 si nejmladší dcera poslední majitelky velkoheraltického panství, kněžny Vilemíny Kinské, hraběnka Rudolfina Karolina Kinská, vzala hraběte Franze Alexandra Heinricha Ernsta von Bellegarda, rytíře maltézského řádu. Součástí panství byly obce Bohdanovice, Svobodné Heřmanice, Jakartovice, Sádek, Košetice, Horní Životice, Slezská Harta a Staré Heřminovy. Spolu měli syna Augusta Máriu Rudolfa Emanuele Franze von Bellegarda. Po smrti Rudolfiny v roce 1901 zdědil panství nejprve její manžel František, v roce 1913 bylo přepsáno na Augusta. V roce 1931 pak panství přešlo na jeho dcery Arnoštku, Marii, Rudolfinu, Alžbětu a Žofii. Těm bylo roku 1945 zkonfiskováno.

## Erb
Štít erbu rodu byl dělený, přičemž v horní polovině byl ve zlatém poli umístěn říšský orel. V dolní polovině se pak v modrém poli nacházel zlatý plamenný oblouk obrácený směrem dolů a z něj pět šlehajících zlatých plamenů. V klenotu, na helmové koruně, se nacházela vzlétající stříbrná holubice s palmovou ratolestí. Celý erb pak obklopovala modro-zlatá přikryvadla.

## Významní představitelé rodu
- François de Bellegarde, guvernér v Nice, 13. září 1540 obdržel od císaře Karla V. hraběcí titul a rodový erb s říšským orlem
- Jindřich Bellegarde (1756–1845), polní maršál ve službách Rakouského císařství, státní a konferenční ministr
- August Bellegarde (1795–1873), c.k. polní podmaršál, generální pobočník císaře Františka Josefa
- Jindřich Bellegarde (1798–1871), c.k. polní podmaršál
- Bedřich August Bellegarde (1826–1886), c.k. polní podmaršál
- František Bellegarde (1833–1912),  člen Panské sněmovny, nejvyšší hofmistr císařovny Alžběty
- August Maria Bellegarde (1858–1929), c.k. generálmajor, nejvyšší kuchmistr císařského dvora
- Rudolf Bellegarde (1862–1937), c. k. plukovník, nejvyšší hofmistr arcivévodkyně Marie Valerie
- František Bellegarde (1866–1915), rakouský státní úředník a politik, poslanec Říšské rady za Bukovinu

## Zajímavosti
V roce 1918 daroval August hrabě Bellegarde Slezskému zemskému muzeu v Opavě Epitaf Jindřicha Vachtla z Pantenova, původně umístěný v kostele Neposkvrněného početí Panny Marie ve Velkých Heralticích.